# Hino Motors

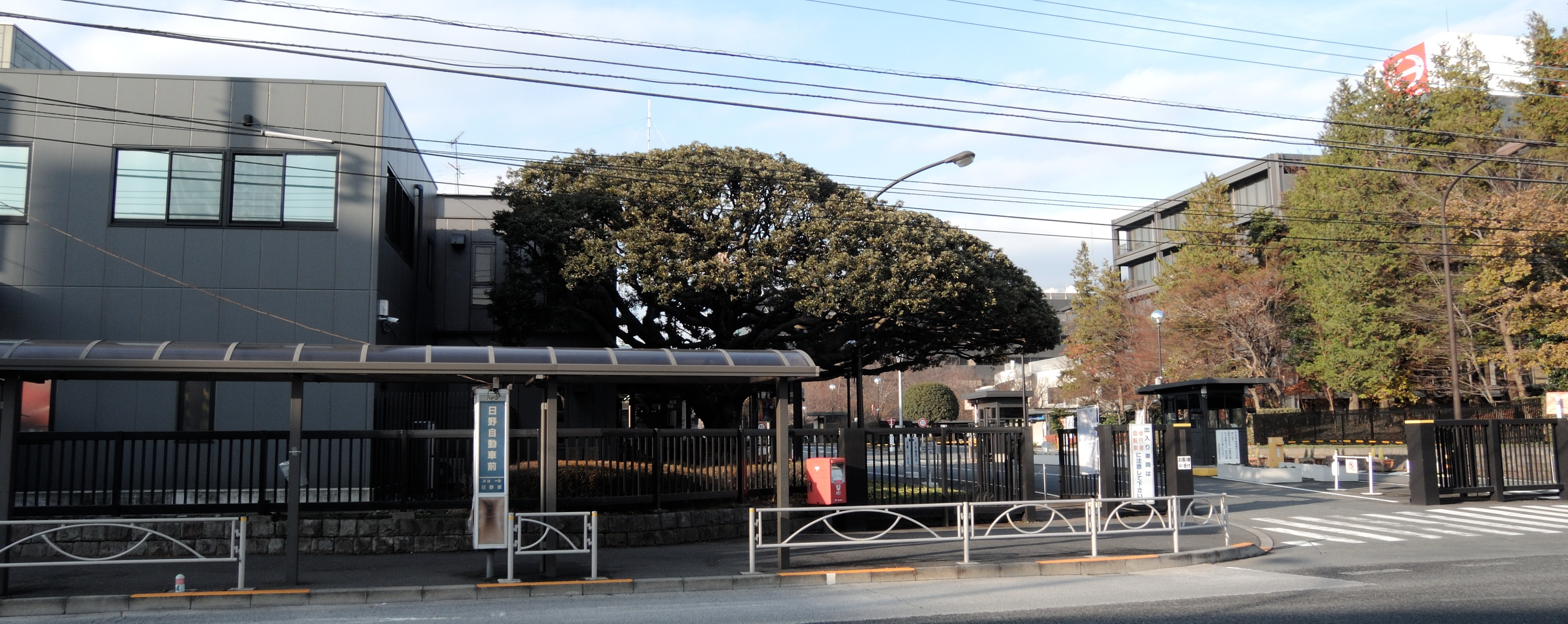
Siedziba fabryki

Hino Motors, Ltd. (jap. 日野自動車株式会社 Hino Jidōsha Kabushiki-gaisha) – japoński producent autobusów i samochodów ciężarowych, należący do grupy Toyota Motor Corporation założony 1 maja 1942.

## Historia
Początki Hino Motors sięgają roku 1910, kiedy to założono Tokyo Gas Industry Co., Ltd., które trzy lata później nazwę zmieniono na Tokyo Gas and Electric Industry Co., Ltd.. W 1917 roku wyprodukowano pierwszy prototyp ciężarówki, zaś rok później rozpoczęto masową produkcję pojazdów. 1 maja 1942 roku marka Hino odłączyła się od konsorcjum Diesel Motor Industry Co., Ltd. i rozpoczęła produkcję pojazdów do celów wojskowych.
Po II wojnie światowej Hino rozpoczęło produkcję traktorów oraz ciężarówek cargo, zaś w 1949 roku dołączyła do Tokijskiej Giełdy Papierów Wartościowych. W 1950 roku zaprezentowano pierwszy trolejbus tej firmy, zaś 3 lata później – samochód osobowy, który powstał we współpracy z Renault. W 1962 roku dokonano pierwszego eksportu pojazdów tej marki do Tajlandii. 
W 1971 roku Hino otrzymuje nagrodę Deming Award, a w 1977 rozpoczyna produkcję autobusów. 1 lipca 1982 roku firma Hino zostaje częścią grupy Toyota Motor Corporation. W 1996 roku założono Hino Motors 21st Century Center, zaś rok później do użytku zostaje oddany Hino Auto Plaza.  

## Modele
ciężarówki:
- Hino Dutro
- Hino Profia
- Hino Ranger/Ranger II

autobusy:
- Hino AK
- Hino RE/RC
- Hino FB
- Hino BG/BX/CG/CM
- Hino Poncho
- Hino Liesse/Liesse II
- Hino Blue Ribbon/Blue Ribbon II
- Hino Rainbow/Rainbow II
- Hino Melpha
- Hino S'elega/S'elega II
- Hino Grand View
- Hino RC/RG/RM/RN/RK/RU

## Program budowy ciężarówki na ogniwa paliwowe
Hino Motors i Toyota Motor Corporation rozpoczęły w 2020 roku budowę wielkogabarytowej ciężarówki na ogniwa paliwowe, opartej na modelu Hino Profia. Nowy pojazd z silnikiem elektrycznym zasilanym prądem generowanym w ogniwach paliwowych z Toyoty Mirai 2. generacji będzie miał zasięg około 600 km. Samochód o całkowitej masie 25 ton będzie miał wymiary 11990 mm długości, 2490 mm szerokości i 3780 mm wysokości.

## Galeria

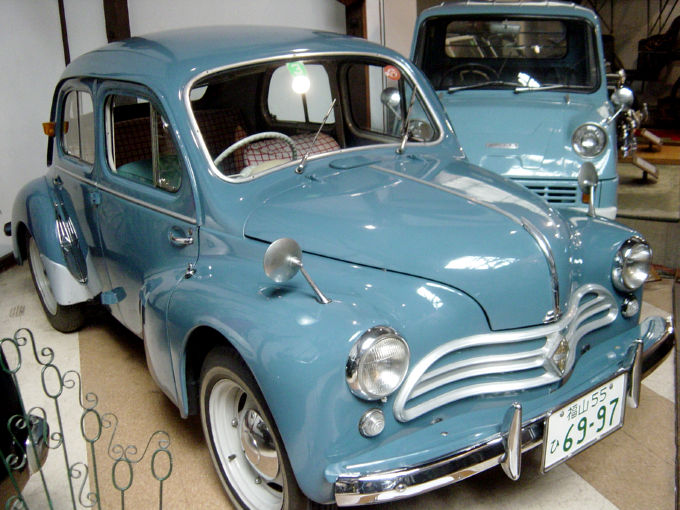
Hino 4CV, produkowany na licencji Renault
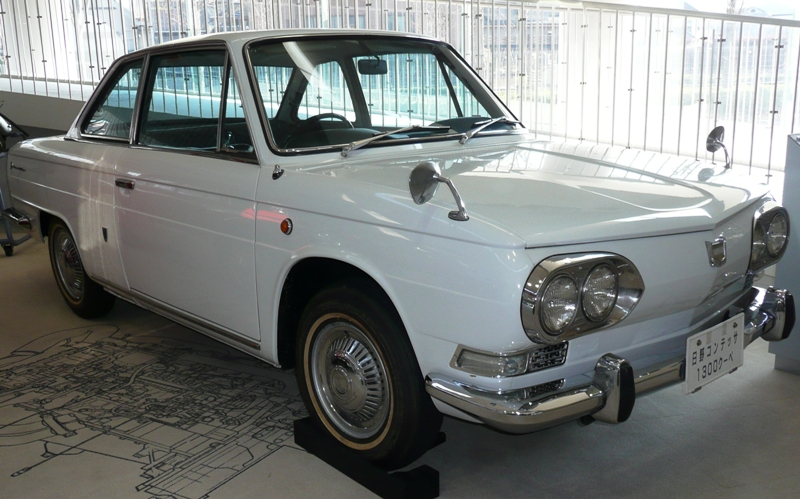
Hino Contessa 1300
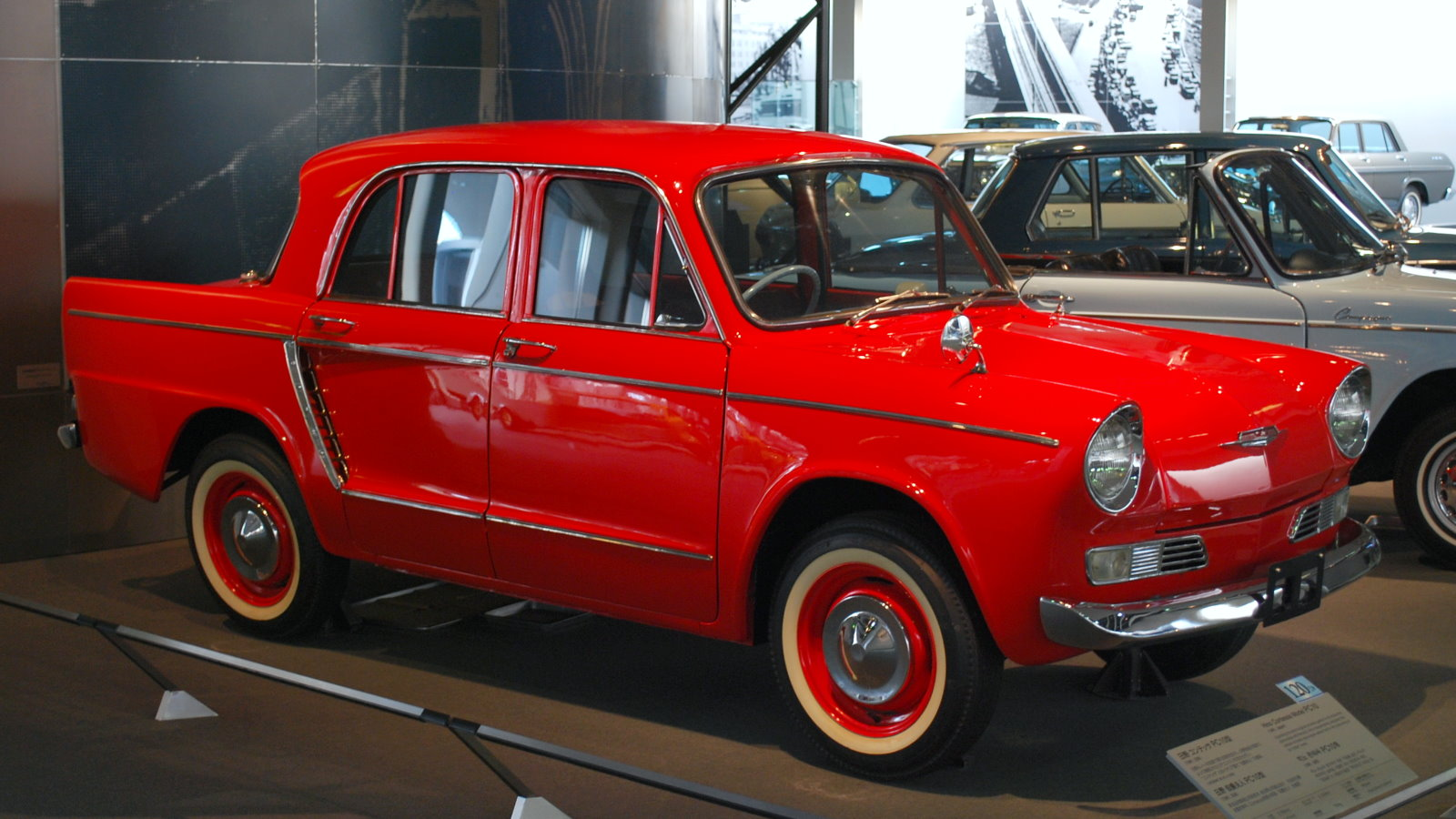
Hino Contessa 900
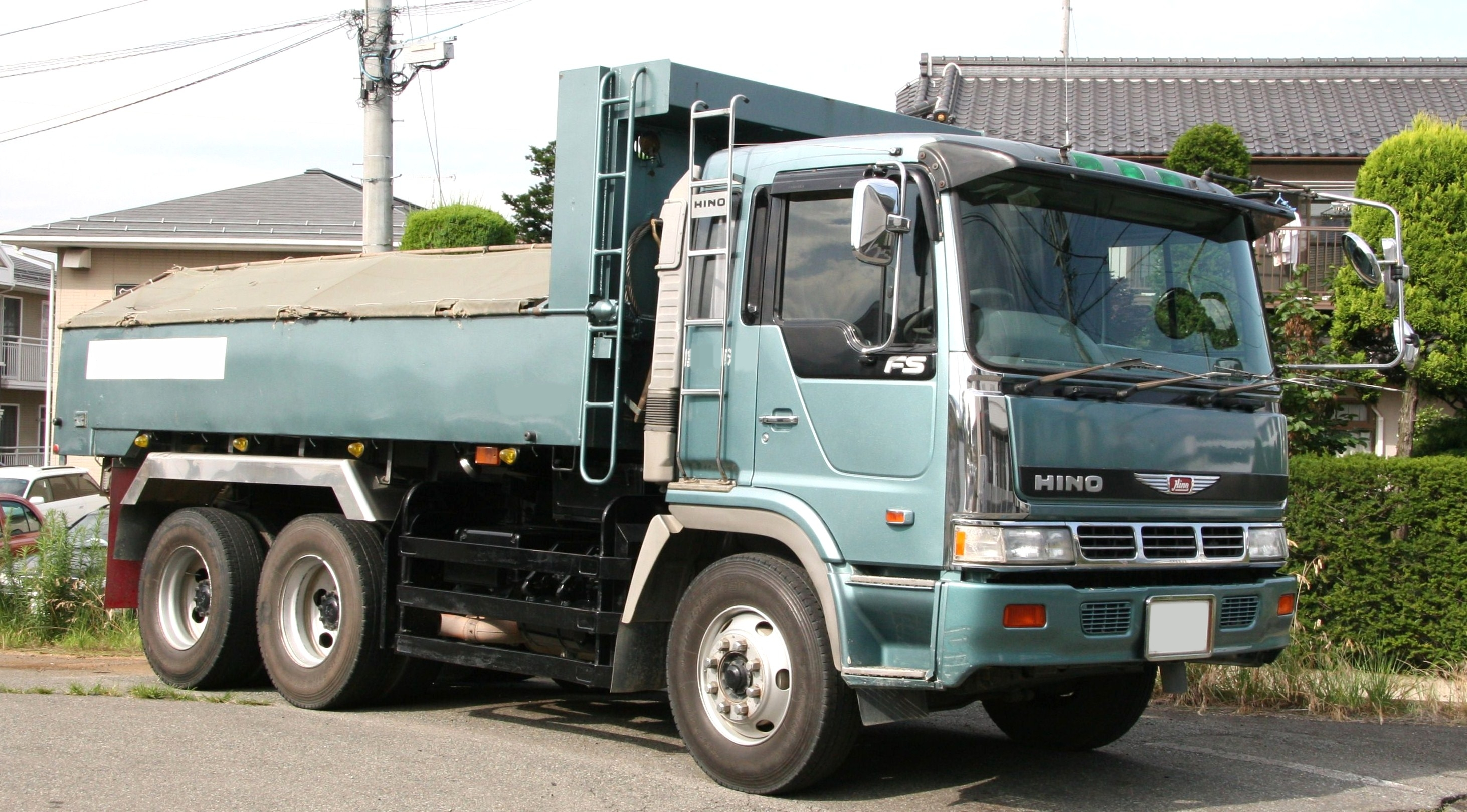
Hino Profia Super Dolphin
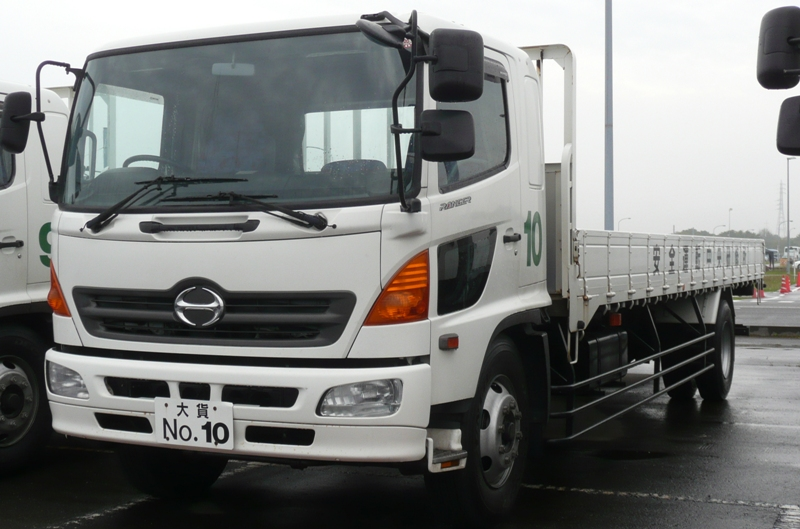
Hino Ranger
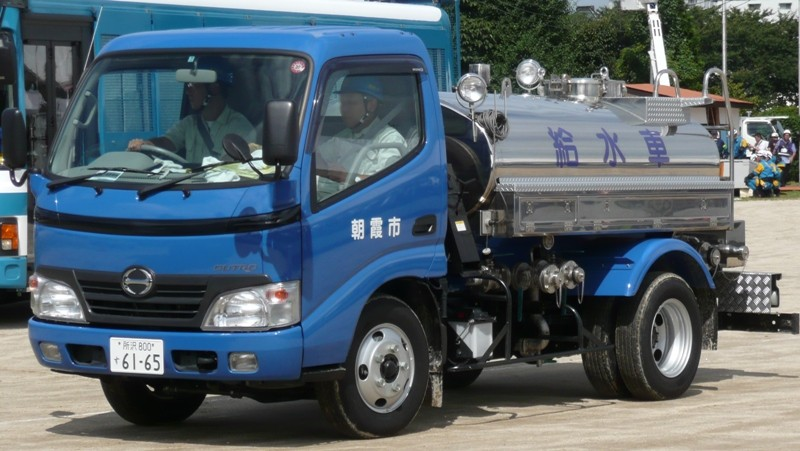
Hino Dutro
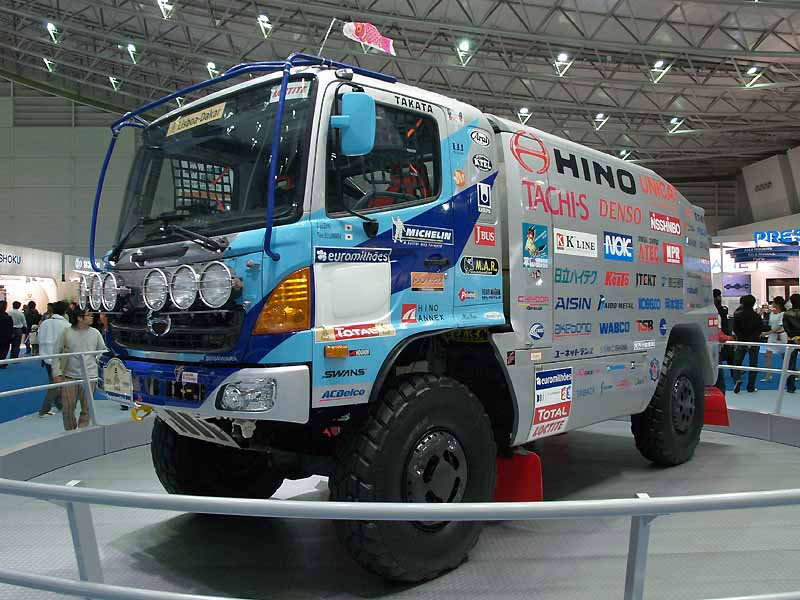
Hino Ranger przeznaczony na rajd Paryż-Dakar
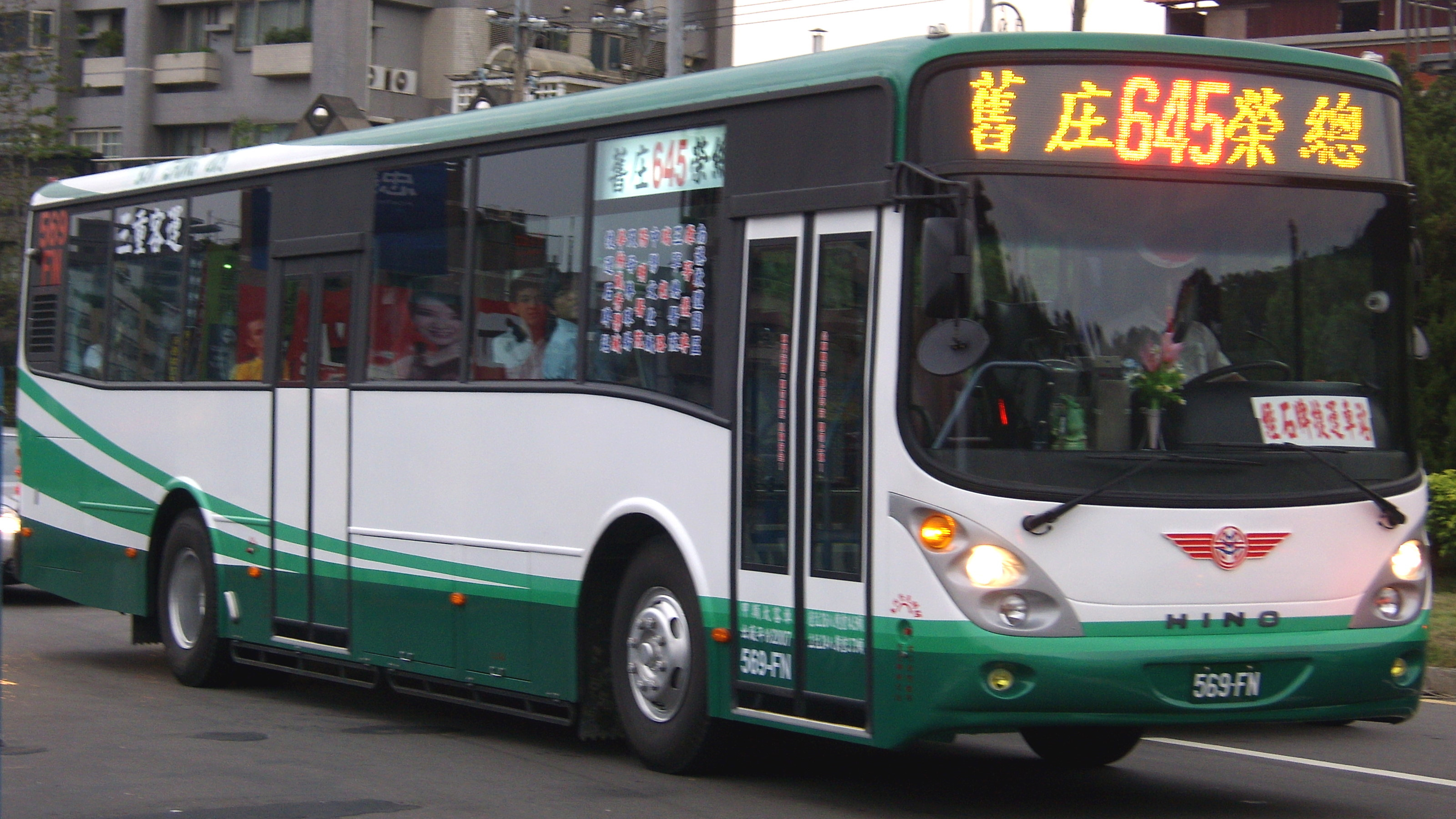
Hino RK
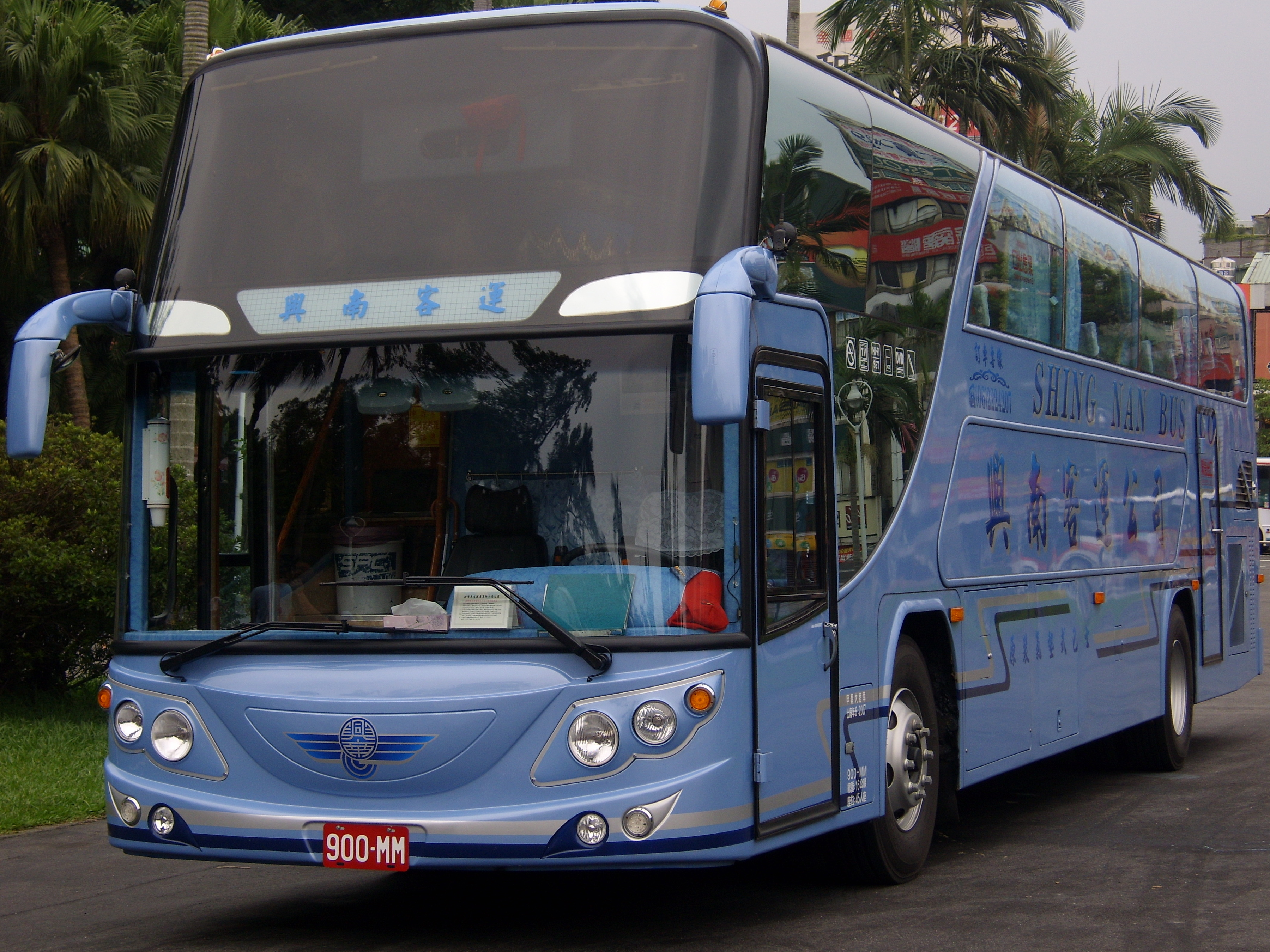
Hino RN
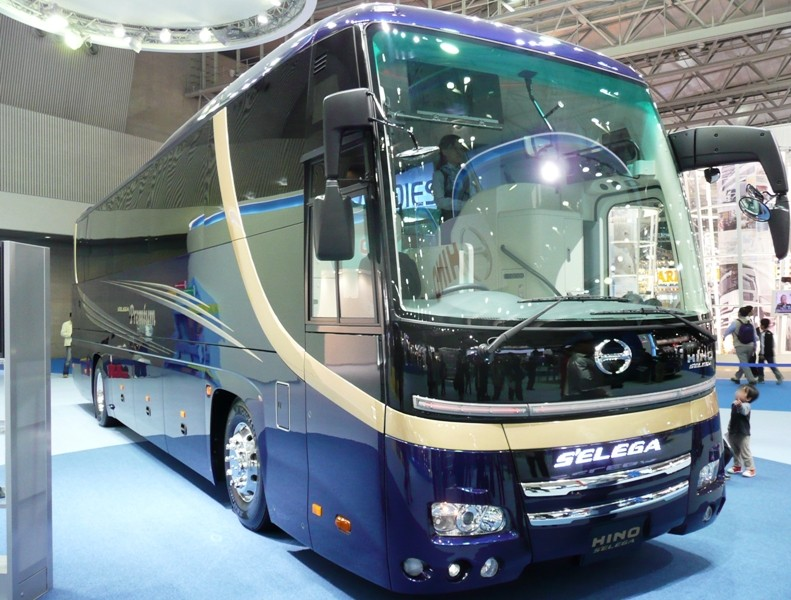
Hino S'elega II